# Elezioni parlamentari in Montenegro del 2016
Le elezioni parlamentari in Montenegro del 2016 si tennero il 16 ottobre. Il Partito Democratico dei Socialisti (DPS) al governo rimase il partito più grande in Parlamento, vincendo 36 degli 81 seggi, e successivamente formò un governo di coalizione con i Socialdemocratici del Montenegro (SD) e i partiti delle minoranze nazionali. Le elezioni vennero svolte nel mezzo di un presunto tentativo di colpo di stato da parte di nazionalisti serbi e russi.

## Risultati
| Liste                                                                        | Voti    | %     | Seggi |
| ---------------------------------------------------------------------------- | ------- | ----- | ----- |
| Passo sicuro! (DPS - LP)                                                     | 158 490 | 41,41 | 36    |
| Fronte Democratico (NSD - PzP - DNP - RP - DSS - PP - DSS - JKP - PUPI - OB) | 77 784  | 20,32 | 18    |
| Coalizione Chiave (DEMOS - SNP - URA)                                        | 42 295  | 11,05 | 9     |
| Montenegro Democratico                                                       | 38 327  | 10,01 | 8     |
| Partito Socialdemocratico del Montenegro                                     | 20 011  | 5,23  | 4     |
| Socialdemocratici del Montenegro                                             | 12 472  | 3,26  | 2     |
| Partito Bosgnacco                                                            | 12 089  | 3,16  | 2     |
| Montenegro Positivo                                                          | 5 062   | 1,32  | –     |
| Albanesi Determinati (FORCA - UDSH - AA)                                     | 4 854   | 1,27  | 1     |
| Iniziativa Civica Croata                                                     | 1 802   | 0,47  | 1     |
| Lega Democratica del Montenegro                                              | 1 542   | 0,40  | –     |
| Partito Serbo                                                                | 1 201   | 0,31  | –     |
| Comunità Democratica Bosniaca in Montenegro                                  | 1 140   | 0,30  | –     |
| Montenegro Alternativo                                                       | 878     | 0,23  | –     |
| Partito dei Radicali Serbi                                                   | 693     | 0,18  | –     |
| Partito dei Pensionati, degli Invalidi e della Giustizia Sociale             | 672     | 0,18  | –     |
| Totale                                                                       | 382 706 | 100   | 81    |

### Riepilogo dei seggi
All'interno dell'Assemblea del Montenegro, i seggi vennero così ripartiti:
- Maggioranza: 42, formata da DPS (35), SD-LP (3), Minoranze (BS, Forca, HGI, 4);
- Opposizione: 39, formata da DF (NSD-PzP-DNP, 17), DCG (8), SDP (4), SNP-Demos (4, di cui 2 SNP, 1 Demos, 1 URA), Gruppo speciale (5, di cui 1 ex SNP, 2 UCG - scissosi da Demos -, 1 ex Demos, 1 RP), 1 vacante.